# Nemes város
A szabad királyi városok és a mezővárosok mellett a nemes városok egy harmadik csoportot képeznek az erdélyi városállományban – rangsor szerint a két típus között helyezkednek el.

## Kialakulás
Torda és Dés városok 1665. évi megnemesítésének előzményei az 1657. évi, szerencsétlen kimenetelű lengyelországi hadjárathoz nyúlnak vissza. II. Rákóczi György a szultán engedélye nélkül indított hadat a lengyel trón megszerzéséért, azonban seregei vereséget szenvedtek, és ezek után a szultán haragjával is szembesülni kellett: a krími tatárok fogságba ejtették az erdélyi hadsereg jó részét, a török csapatok pedig éveken keresztül pusztították Erdélyt, olyan létfontosságú végvárak kerültek török kézre, mint Jenő, Lugos, Karánsebes és végül „Erdély kulcsa”, Nagyvárad is. 
II. Rákóczi György Lugos és Karánsebes nemesi rangú védőit (1659), illetve I. Apafi Mihály Várad elmenekült nemességét (1665) Torda és Dés városába telepítette. Azért, hogy elejét vegye az újonnan érkezett nemesi lakosság és a városi polgárság közötti nézeteltéréseknek, a jogi státusukból fakadó viszályoknak, az 1665. évi gyulafehérvári országgyűlés mindkét város teljes lakosságát nemesi kiváltságokkal ruházta fel, megszülettek az erdélyi nemes városok.

## A nemes város intézménye
A két város kiváltságai a következőkben foglalhatóak össze:
a) a városlakók minden birtokuk után adómentesek voltak, felmentést kaptak a kapuadó alól és az egyházi tized ¾-e alól is (kivéve a töröknek fizetendő 1 forintos adót) – az országgyűlés ezzel az erdélyi egytelkes nemesség közé sorolta az itt élőket
b) statútum alkotási jogot gyakorolhattak, azaz helyhatósági szabályrendeleteket alkothattak, amelyek nem mondhattak ellen az országos törvényeknek és csak a helyi közösségre voltak kötelező érvényűek
c) a városi tanács elsőfokú bíróságként működhetett: a kisebb értékű perekben végleges, végrehajtható ítéletet hozhatott, a nagyobb értékű ügyeket innen a vármegyei bíróságra és a Fejedelmi Táblára lehetett fellebbezni
d) Torda város gyakorolhatta korábbról meglévő pallosjogát, azaz halálos ítéletet hozhatott és azt végre is hajthatta a város hóhéra által
A kiváltságokért cserébe a városlakókra, mint nemes személyekre, katonai kötelezettségek hárultak: a vármegyei nemességgel együtt, a vármegye zászlaja alatt voltak kötelesek hadba vonulni.

## A kiváltságok elvesztése
Torda és Dés városa a kapott kiváltságokkal csupán egy fél évszázadig élhetett háborítatlanul, ugyanis a Rákóczi-szabadságharc nyomán, a szatmári béke (1711) követően a Habsburgok már nem tartottak igényt az erdélyiek személyes részvételére a Birodalom védelmében, megszüntették a nemesi hadfelkelést, az egytelkes nemesek adó alá írattak, ezzel pedig alapjaiban rendült meg a nemes városok kiváltságos helyzete. 
Ami az igazságszolgáltatás autonómiáját illeti, a 18. század közepén az is jelentősen csorbult: egyre gyakrabban fordult elő, hogy a nemes városokban birtokkal rendelkező arisztokraták az „új nemességgel” adódó peres ügyeiket közvetlenül a vármegyei bíróságon kezdték, megkerülve a városi tanácsot, amely így igazságszolgáltatási ügyekben egyre súlytalanabbá vált. 
1848-ig névleg még léteztek a nemes városok Erdélyben, azonban a fentiekből is kitűnik, hogy 1711 után, azzal, hogy alapvető kötelezettségük és az ezzel együtt járó kiváltságuk megszűnt, a valóságban már nem számolhatunk nemes városokkal.